# 勇者指令ダグオン 水晶の瞳の少年
『勇者指令ダグオン 水晶の瞳の少年』（ゆうしゃしれいダグオン すいしょうのひとみのしょうねん、Brave Command Dagwon: The Boy with Crystal Eyes）は、1997年に全2巻がリリースされた、サンライズ・日本ビクター（現・JVCケンウッド）制作のオリジナル・ビデオ・アニメーション。
テレビアニメ『勇者指令ダグオン』の続編に当たるとともに、「勇者シリーズ」における初のOVA完全新作でもある。

## 概要
本作品は、リリース前年に放送されたテレビアニメ『勇者指令ダグオン』の最終回の1年後を描く作品として制作されたもので、一部の女性ファンの署名運動などを通じて、多数の続編希望が出されたという経緯がある。テレビシリーズに引き続き、本作品でも監督を務めた望月智充によれば、本作品はソフトメーカーであるビクターの主導の元、キャラクターものにしたいとの要望があったといい、それを踏まえてロボットを出さないものの、ダグテクターにはなることができるという、テレビシリーズの最終回を踏まえた話作りとされている。
あくまでも子供向けとして制作されていたテレビシリーズに対し、本作品は前述した層を強烈に意識して意識して作られていることから、本作品の作画はテレビシリーズの中でも美麗であった柳沢テツヤの作画が採用された。同様に、ダグテクターのデザインもテレビシリーズのままだと絵がちょっと単純すぎるとの判断から、本作品のそれは同じものでありながらもデザインが刷新されている。内容的にはテレビシリーズでは触れられなかった、エンたちの私生活についての描写が盛り込まれているほか、OVAということもあり、エンを始めとする7人にもそれぞれカッコいいシーンがあるよう心がけつつ、最終的には精神力で生み出した幻のロボット（ファイナルダグオン）を出すという、テレビシリーズとは異なる方向性が志向された。
映像ソフトとしてはリリース当時のVHSの他、2006年11月にリリースされた「勇者指令ダグオン DVD-BOX II」にもテレビシリーズのエピソードと併せて収録されており、同商品には初回特典として、前出のファイナルダグオンのフルアクションフィギュア（製作：シーエムズコーポレーション）も付属している。

## あらすじ
ダグオンチームの活躍でサルガッソ軍の脅威は去り、平和が戻った地球。大堂寺炎、広瀬海、沢邑森、風祭翼、刃柴竜の5人は進級し、黒岩激は高校を卒業と同時に就職、宇津美雷は宇宙警察機構の刑事としての活動を続けていた。
9月のある日、エンはサングラスの怪しげな男たちに追われていた謎の少年・ケンタを保護する。自分の名前以外の記憶を失っているケンタを弟のように可愛がるエンだったが謎の男たちは未だにケンタを狙っており、彼らを率いるのはライであった。エンたちの前に姿を現したライはケンタの引き渡しを要求。断ったエンたちはライが率いるカファール隊と交戦。戦いの最中、ケンタは水晶に変化してしまう。
ケンタの正体は宇宙の星々を滅ぼしてきたデアンドゾルの一部であり、ケンタの姿は8年前に地球に飛来した際に最初に遭遇したエンを模したものでケンタの名前も当時のエンの愛犬のものだった。ライがエンたちに知られることなく、ケンタを抹消しようとしたのはエンたちにケンタを殺させたくない気遣いゆえだったのだ。最後の手段として、カファール隊はデアンドゾルを地球ごと消滅させようとする。一方、ケンタの心が残っていたデアンドゾルはエンたちと地球を救うためにダグオンチームのダグテクターをファイナルダグオンに変化させた。エンはケンタの願いを聞き入れ、ケンタを消滅させる。
地球は救われながらも、ケンタを喪ったエンたちに喜びの顔はなかったが、事件後のエンの部屋にはエンとケンタの2人が写った写真が新たに飾られていた。

## 登場人物

### ダグオンチーム
大堂寺 炎（だいどうじ えん） / ファイヤーエン
声 - 遠近孝一
本作品の主人公。山海高校2年生。
両親は法事に出席しているために登場しなかったが、ミユキという名前の犬を飼っており、作中では8年前にケンタという名前の犬を飼っていたことにも触れられている。自室は屋根裏にある。
レンタルビデオを返しに行く途中、サングラスをかけた怪しい男たち（カファール隊）に追われているケンタ少年を保護し、家に匿う。兄弟がおらず一人っ子だったためにケンタを弟のように可愛がる。
カファール隊の手により、実家と共に消滅させられたと思われたダグコマンダーをガクにあげていたことを思い出し、質に入れると言って返却してもらった後、他のメンバーから遅れる形でカファール隊と交戦。最終的にはケンタの願いを聞き入れて、自身の手で消滅させる。事件後の自室には、前述の通りケンタと共に写った写真も飾られ、それがラストシーンを飾った。
- リニューアル版のダグテクターは、当初は無骨なプロテクター感溢れるものとされていたが、テレビシリーズから翼の要素を継承する形で、決定稿ではエッジを立てつつも羽衣のような流麗なラインでまとめられている。

広瀬 海（ひろせ かい） / ターボカイ
声 - 子安武人
山海高校3年生。
風紀委員会の名誉委員長。テレビシリーズとは異なり、学ランも長ランとなっている他、胸には深紅の薔薇を差している。
ケンタに会うまでは受験シーズンの為、勉強第一だった。ケンタのことを「ケンちゃん」と呼び、優しく接する。
「神聖なる」ダグコマンダーは机の引き出しにしまっており、回収後の戦闘ではアーマーシンと共にファイヤーエンに合流。
- ダグテクターのリファインに当たっては、当初のラフではエキゾーストパイプの意匠がより強調されていたが、決定稿では胸アーマーを大型化させ、重厚さと高貴さを押し出す形とされ、腰回りにはマント状の裾も新たに追加された。

沢邑 森（さわむら しん） / アーマーシン
声 - 山野井仁
山海高校3年生。
帽子を被るようになり、サングラスを着用することもある。エリカとの交際は続いているが、デートをよくドタキャンされている。
原付とPHSを持っており、前者はヨクの昆虫採集に付き合った際やライの追跡と攻撃に用いられ、後者はエリカと連絡を取り合った際に使用された。
ダグコマンダーは自室の押入れに放り込まれており、回収後の戦闘では銃火器による攻撃に加え、柔道技も披露している。
- ダグテクターはテレビシリーズよりも重武装が施され、砲身や弾頭を装甲で覆ったスタイリッシュなシルエットでまとめたものが決定稿とされた。この他、腰には新たにビームキャノンが装備されている。

風祭 翼（かざまつり よく） / ウイングヨク
声 - 結城比呂
山海高校3年生。
初登場時には、テレビシリーズに登場したザムザが描かれたベストを着用し、以降はジーンズ姿で活動。
マッドサイエンティストぶりに磨きがかかっており、ゲキに内緒で宅配してもらっている酒（ゲキは「未成年に酒を売っていることがバレたらクビになる」とぼやいていた）を使って、現在は「バレたら刑務所行きのクローンネズミ研究」を行っている上、ライを問い詰めた際には普段から持ち歩いている自白剤を投与しようとした。マッドサイエンティストの面以外では熱帯魚の飼育やインターネットを行っており、後者に関してはそのことでエンからケンタの身元確認を依頼される。
ダグコマンダーはホルマリン漬けにした上で自室に保管しており、回収後の戦闘ではクリスタルブーメランを使用。
当初のラフでは、氷の結晶やクリスタルのイメージが強く打ち出されていたダグテクターは、決定稿では胸にブーメランを装着し、さらに背面に翼状のスタビライザーを追加する形とされた。
刃柴 竜（はしば りゅう） / シャドーリュウ
声 - 私市淳
山海高校2年生。
本作品では妹の美奈子を養うために、工事現場やコンビニでアルバイトをしている姿も描かれる。美奈子とはツリーハウスで暮らしているが、2人の留守中にサンダーライの攻撃の巻き添えで破壊されてしまう。
ダグコマンダーは普段鷹に預けているようで、作中では口笛を吹いて呼び出す形でこれを受け取り、サンダーライとの一騎打ちを制し、彼から事情を聞きだす。また、変身前ではシャドーツルハシと称して、只のツルハシを投げつけてもいる。
- ダグテクターのデザインは、テレビシリーズのそれとは異なり胸の竜の意匠が横顔のレリーフという形とされている他、後頭部やクナイの変形パターンなどにも細かな差異が見られる。

黒岩 激（くろいわ げき） / ドリルゲキ
声 - 江川央生
風雲高校OB。
学校卒業後は「三河屋」という酒屋に就職。トレードマークの下駄と帽子は健在だが、帽子は別のものを被るようになる。車の免許を持っていることから店の軽トラックも運転し、エンやケンタを乗せて追っ手から逃げる際にも用いた。
ケンタの容姿がある人物を思わせるので気に入らずにいたものの、彼の秘密を知ったことで納得する。
ダグコマンダーは神棚に入れており、手を合わせることで開閉する仕掛けも設けられていた。回収後はカファール隊に羽交い絞めされているヨクを、地中潜行で救出するという活躍も見せた。
- ダグテクターの肩アーマーがドリル状である点はテレビシリーズと同様であるが、その処理の仕方については様々な案が提示されている他、当初のラフの段階で手足に配されていた、履帯を思わせる蛇腹状の意匠は、決定稿では背面のスタビライザーに採用されている。

宇津美 雷（うつみ らい） / サンダーライ
声 - 山口勝平
宇宙警察機構の刑事。
テレビシリーズ最終回にて本部に帰還した後、本作品では「デアンドゾル（ケンタ）の抹消」という極秘任務を帯びて、カファール隊を連れて、地球へやって来る。その立場上、エンたちとは敵対することになるものの、山海市を犠牲に出来なかったことからエンたちと行動を共にし、結果的にとはいえ任務を達成する。
テレビシリーズではおっちょこちょいな言動が目立ったが、本作品では部下のカファール隊を従える程の捜査官まで成長した。しかし、極秘任務のことをうっかり喋ってしまうなど、頼りない部分は多少残っている。一方で、前述の通り山海市を犠牲にできなかったり、エンたちにケンタを殺させたくなかったためにその正体を告げずにいたりと、かつての仲間たちを慮る面も覗かせる。
テレビシリーズとは逆に銃火器を主体としており、光線銃や上下に銃口を備えた大型光線銃を使用。
- ダグテクターはテレビシリーズのそれから、稲妻の意匠を強調する方向性でリファインされ、さらにマフラーが追加されるなどシルエット的にも大きな変化が付けられている。

### 山海市
戸部 真理亜（とべ まりあ）
声 - 長沢美樹
山海高校2年生。
テレビシリーズに登場したマウザー星人がデザインのリュックを愛用。エンとの仲は進展していないが、エンが「ミユキ」の名を口にした際は当初は意味が分からず、嫉妬に駆られた。カファール隊の手でエンの自宅が消滅させられた現場に遭遇し、エンから愛犬のミユキを託される。後編のエンディング映像ではミユキと共にいる姿が描かれた。
オカルト娘らしく、ケンタを「現代のカスパー・ハウザーではないか？」と推測。そして、彼女が8年前にエンと犬のケンタと共に写った写真は、ケンタの正体が明らかになる布石ともなった。
エンがケンタのための服を借りに行った際、留守だと思って、下着泥棒紛いの行動をした際には鎌で攻撃を仕掛けるという過激な面を見せた。また、鎌は後編でも手にしていた。
戸部 学（とべ まなぶ）
声 - 長沢直美
マリアの弟の小学6年生。
前述の通りエンからダグコマンダーを貰っており、返すことになってしまった際には不満気ではあったものの、ダグコマンダーが必要になった事態からマリアと共にエンに声援を送る。
出番は後編のみ。
広瀬 渚（ひろせ なぎさ）
声 - かないみか
カイの妹。
見た目は典型的なコギャルで自由奔放な性格。カイとは似ても似つかないがケンタのことを「ケンちゃん」と呼ぶなど、どこか兄と似たような性質を見せている。
OVAのリリースに先行してドラマCDで初登場し、ゲキと同じ風雲高校に通学していることが判明した。カイとは正反対の自由奔放な性格だが、ここでもエンから兄と似ている部分があると評されている。
ミユキ（犬）
エンの愛犬の雌犬。
客が来ると吠える癖がある。
最初はケンタに対して吠える様子を見せるも、翌朝からはケンタと仲良くなる。カファール隊の手で大堂寺家が消滅させられながらも、ケンタと共に難を逃れており、自身はエンの頼みを受けたマリアに保護される。
ケンタ(犬)
エンが以前飼っていた雄犬。
8年前、エンと共に山を散歩中、謎の光（デアンドゾル）に遭遇した。
朝日山 壮一（あさひやま そういち）
声 - 島香裕
山海高校の校長。
滝沢という教師の代わりに国文の授業を受け持った。
出番は前編のみかつ声だけの登場。

### 異星人
カファール隊
声 - 増岡太郎、野母清志
ライが率いる宇宙警察機構の特殊部隊の隊員たち。
全員が共通のダグテクターを装備。地球方面のダグオン以上の戦闘能力を持つ。
ケンタがレベル5に移行したことから惑星破壊部隊の到着を待つことになるが、エンたちの手でケンタが消え去ったため、破壊部隊の出番はなかった。
ケンタ
声 - 柊美冬
本作品のキーパーソンとも言うべき少年。
自分の名前以外の記憶を失っており、裸のまま怪しげな男たち（カファール隊）に追われている最中、エンに保護される。エンと仲良くなりながらも赤ん坊同然の行動も取り、エンがゴキブリを叩き潰したことから色んな虫を見境なく殺す奇行も見せる。
その正体は、不毛の大地を意味するデアンドゾルと呼ばれる宇宙生物。宇宙空間へ種子を飛ばし、星に落ちた種子はその星の全ての生体エネルギーを吸い尽くしてしまう種族。これによって、数多くの惑星が死滅してきたとされる。
レベル1は光球のような姿である幼体。レベル2は現地で最初に接触した固体を模した姿で自分の正体を知らぬまま数年の時を経て活動。レベル3からは消滅能力を使えるようになる。レベル4は水晶態と化し、防御力が向上。レベル5はエネルギーフィールドを展開した状態から現地の星を不毛の荒野と化す。
物語開始から遡ること8年前にも、一度エンと遭遇したことがあり、少年としての姿は当時のエンに酷似したものである。ケンタという名前もまた、当時のエンが愛犬のケンタの名前を呼びながら散歩させている最中だったことに由来していた。エンたちとの交流で心が芽生え、身体がデアンドゾルの姿になってもケンタの人格はダグオンに自分を殺すように頼み、その手段としてファイナルダグオンを生成。最後はその主人格であるエンの手によって消滅させられ、デアンドゾルの残渣は光となって空へと立ち上った。

## メカニック
ダグテクター
前述の通り、本作品に登場するダグテクターはいずれもテレビシリーズのそれからデザインが一新されている。全体的な共通項としては、口元が露出し装着者の表情が見えるようになっている他、リュウやライのように武器類が強化されているものもある。性能面などにおける差異、それに形状が変化した経緯については、作中では特に言及されていない。
ファイナルダグオン
ダグオンチームの持つ力が一体化し生み出されたロボット。
ファイヤーダグオンに酷似した赤い頭部と、白く透き通ったボディが外見上の特徴で、主人格はエンが司る。
デアンドゾルのエネルギーフィールド内にダグオンが突入した際、残されていたケンタの意思が自分を消滅させるために出現させたもので、生成の際にはエンたちの持つ力が各自の融合合体ロボの姿を取り、さらにそれらが一つに融合するというプロセスが描かれている。
作中では名前も語られず、そのスペックや能力の全容についても一切明かされていないが、前述した存在目的ゆえに、レベル5に移行したデアンドゾルを消滅させるだけの力を備えている。
- 描写にはCGを使用。望月はこのCGを本作品で印象深い点として挙げており、制作当時はまだCGのカットをフィルムにキネコしていた都合上、使用するカット数にも制限があったため、ファイナルダグオンにCGを集中して用いたと述懐している。

カファール艦
カファール隊が使用する母艦。
装備・技
ダグロブス砲
カファール艦の主砲。都市1つを消滅させる威力を持つ。レベル4に移行したデアンドゾルを抹消するために使用されるはずだったが、ライがエンたちを犠牲に出来なかったために発射されることなく、レベル5に移行してしまう。
ライ専用宇宙船
ライが使用する金色の宇宙船。
ライ専用オンロードバイク
ライが使用する金色のオンロードバイク。上記カファール艦やライ専用の宇宙船も含め、作中では正式名称については特に言及されていない。

## スタッフ
- 監督、絵コンテ、演出 - 望月智充
- 脚本 - 北嶋博明
- キャラクター原案 - オグロアキラ
- キャラクターデザイン、作画監督 - 柳沢テツヤ
- メカニカルデザイン - やまだたかひろ
- 美術設定 - 岡田有章
- 撮影監督 - 桶田一展
- 色彩設計、色指定 - 増子一美、宇都宮百合子
- 音楽 - 矢野立美
- 音響監督 - 千葉耕市
- 制作 - サンライズ

## 主題歌
前編エンディングテーマ「Chanceをくれないか」
作詞 - 谷穂ちろる / 作曲 - Edison / 編曲 - 矢野立美 / 歌 - 巣瀬哲生
後編エンディングテーマ「永遠の想い出」
作詞 - 谷穂ちろる / 作曲・編曲 - 矢野立美 / 歌 - 巣瀬哲生

## 関連商品

### CD
いずれも発売元はビクターエンタテインメント（現・フライングドッグ(ビクターエンタテインメント)）。
- 勇者指令ダグオン〜水晶の瞳の少年（1997年9月22日） EDを収録したシングルCD。
- 勇者指令ダグオン〜水晶の瞳の少年（1997年11月21日）サウンドトラック。

### ゲーム
- サンライズ英雄譚シリーズ
  - PS2『サンライズ英雄譚R』
  - PS2『サンライズ英雄譚2』
  - PS2『サンライズ ワールド ウォー from サンライズ英雄譚』

※登場作品には含まれていないものの、ダグテクターは本作品のデザインが採用されている。